# 希特勒的崛起 (紀錄片)
《希特勒的崛起》（英語：Hitler: A Career,德語：Hitler – Eine Karriere）是一部1977年西德紀錄片，講述阿道夫·希特勒的生涯，由克里斯蒂安·赫倫多弗和約阿希姆·費斯特執導，德國歷史學家費斯特編劇。

## 前情提要
該片完全利用檔案鏡頭，深入審視希特勒的上台，也旨在解釋為什麼生活在德國的人們熱愛希特勒。費斯特認為，希特勒是一位聰明、詭計多端且適應力極強的政治家，他熱衷於利用他在政治體系和群眾中看到的任何弱點，這些人因第一次世界大戰的結果而受到羞辱，願意支持為他們說話的聲音。